# Радник (фільм)
«Радник» (англ. The Counselor) — американсько-британський кримінальний трилер режисера сера Рідлі Скотта (був також продюсером), що вийшов 2013 року. У головних ролях Майкл Фассбендер, Пенелопа Крус, Камерон Діас, Хав'єр Бардем.
Сценаристом виступив Кормак Маккарті, продюсером також виступили Паула Мей Шварц, Стів Шварц і Нік Векслер. Вперше фільм продемонстрували 25 жовтня 2013 року у США, Канаді і Бразилії. В Україні у кінопрокаті прем'єра фільму відбулась 14 листопада 2013 року.

## Сюжет
Молодий адвокат має все — солідну роботу, успіх, молоду наречену. Проте йому мало, він хоче нових відчуттів, тому Радник вплутується у перевезення наркотиків. Для його друга Райнера перевезення кокаїну на 20 млн доларів США це звичайна справа, а от у новачка виникають проблеми.

## У ролях
| Актор            | Персонаж                     | Роль                                  |
| ---------------- | ---------------------------- | ------------------------------------- |
| Майкл Фассбендер | Радник (англ. The Counselor) | адвокат, що вплутується у наркобізнес |
| Пенелопа Крус    | Лаура (англ. Laura)          | дівчина, а згодом і наречена Радника  |
| Камерон Діас     | Малкіна (англ. Malkina)      | дівчина Райнера                       |
| Хав'єр Бардем    | Райнер (англ. Reiner)        | наркобарон, хлопець Малкіни           |
| Бред Пітт        | Вестрей (англ. Westray)      | друг Райнена                          |
| Розі Перес       | Рут (англ. Ruth)             |                                       |
| Наталі Дормер    |                              | блондинка                             |
| Едгар Рамірес    |                              | священник                             |
| Бруно Ганц       |                              | дилер діамантів                       |
| Тобі Кеббелл     | Тоні (англ. Tony)            |                                       |
| Джон Легвізамо   | Ренді (англ. Randy)          |                                       |
| Дін Норріс       |                              | покупець                              |

## Сприйняття

### Критика
Фільм отримав змішані відгуки: Rotten Tomatoes дав оцінку 35 % на основі 181 відгуку від критиків (середня оцінка 4,9/10) і 27 % від глядачів із середньою оцінкою 2,4/5 (29,109 голосів). Загалом на сайті фільми має негативний рейтинг, фільму зарахований «гнилий помідор» від кінокритиків і «розсипаний попкорн» від глядачів, Internet Movie Database — 5,9/10 (9 783 голосів), Metacritic — 48/100 (42 відгуки критиків) і 5,1/10 від глядачів (83 голоси). Загалом на цьому ресурсі від критиків і від глядачів фільм отримав змішані відгуки.

### Касові збори
Під час показу в Україні, що стартував 14 листопада 2013 року, протягом першого тижня фільм показали у 94 кінотеатрах і він зібрав 298,716 $, що на той час дозволило йому зайняти 2 місце серед усіх прем'єр. Станом на 19 листопада 2013 року фільм зібрав у прокаті в Україні 298,716 $. Із цим показником стрічка займає 61 місце у кінопрокаті за касовими зборами в Україні 2013 року.
Під час показу у США, що розпочався 25 жовтня 2013 року, протягом першого тижня фільм показали у 3,044 кінотеатрах і він зібрав 8,000,000  доларів США, що на той час дозволило йому зайняти 4 місце серед усіх прем'єр. Станом на 19 листопада 2013 року показ фільму триває 26 днів (3,7 тижня). За цей час фільм зібрав у прокаті у США 16,670,259  доларів США, у решті світу 19,300,000 доларів США, тобто загалом 35,970,259 доларів США при бюджеті 25 млн доларів США.

### Виноски
1. 1 2  The Counselor: Release Info (англ.). Internet Movie Database. Архів оригіналу за 31 жовтня 2013. Процитовано 28 жовтня 2013.
2. 1 2  Радник. Kino-teatr.ua. Архів оригіналу за 4 листопада 2013. Процитовано 28 жовтня 2013.
3. 1 2 3  The Counselor (англ.). Box Office Mojo. Архів оригіналу за 29 квітня 2014. Процитовано 21 листопада 2013.
4. 1 2  The Counselor (англ.). Internet Movie Database. Архів оригіналу за 20 листопада 2013. Процитовано 21 листопада 2013.
5. ↑  The Counselor (англ.). Allrovi. Процитовано 28 жовтня 2013.[недоступне посилання з липня 2019]
6. ↑  The Counselor: Full Cast & Crew (англ.). Internet Movie Database. Архів оригіналу за 30 жовтня 2013. Процитовано 28 жовтня 2013.
7. ↑  The Counselor (англ.). Rotten Tomatoes. Архів оригіналу за 21 листопада 2013. Процитовано 21 листопада 2013.
8. ↑  The Counselor (англ.). Metacritic. Архів оригіналу за 30 жовтня 2013. Процитовано 21 листопада 2013.
9. ↑  The Counselor — Ukraine Weekend Box Office (англ.). Box Office Mojo. Архів оригіналу за 10 червня 2015. Процитовано 21 листопада 2013.
10. ↑  Ukraine Yearly Box Office. 2013 (англ.). Box Office Mojo. Архів оригіналу за 23 листопада 2013. Процитовано 21 листопада 2013.